# Дуэлунн, Миккель
Ми́ккель Ду́элунн По́ульсен (дат. Mikkel Duelund Poulsen; 29 июня 1997 года, Орхус, Дания) — датский футболист, полузащитник клуба «Вайле».

## Клубная карьера
Дуэлунн является воспитанником «Орхуса», с 2013 года — игрок системы «Мидтьюлланна». В 2013 году мог перейти в академию ПСВ. Вместе с юношеской командой выигрывал датский чемпионат, признавался лучшим игроком Дании в своём возрасте. В 2014 году The Guardian включила его в список сорока самых талантливых молодых игроков мира.
21 марта 2015 года, в 17 лет, игрок дебютировал в датском чемпионате в поединке против «Хобро», выйдя на замену на 77-й минуте вместо Петтера Андерссона. Всего в дебютном сезоне провёл семь встреч, преимущественно появляясь лишь на замену.
В сезоне 2015/16 Дуэлунн стал основным игроком «Мидтьюлланна», проведя 22 поединка и забив пять мячей. 24 июля 2015 года он забил свой первый карьерный мяч в ворота «Сённерйюска».
31 августа 2018 подписал контракт с киевским «Динамо». Дуэлунн стал первым датским футболистом в чемпионате Украины, а также первым скандинавом в составе «бело-синих».
22 июня 2021 года на правах аренды перешел в нидерландский НЕК. Летом 2022 года вновь был арендован НЕК до конца сезона 2022/23. В январе 2023 года НЕК расторг арендное соглашение.

## Карьера в сборной
Дуэлунн является ключевым игроком юношеских сборных Дании. Принимал участие в квалификационных и элитных отборочных раундах к юношеским чемпионатам Европы, однако в финальные раунды не выходил. Вызывался на сборы молодёжной команды, однако в матчах участия не принимал.

## Стиль игры
Является центральным полузащитником, который ведёт игру. Координирует действия партнеров, как атакует, так и возвращается на помощь опорным полузащитникам. Своим кумиром считает Уэйна Руни.

## Достижения
«Мидтьюлланн»
- Чемпион Дании (2): 2014/15, 2017/18

«Динамо»
- Чемпион Украины: 2020/21
- Обладатель Кубка Украины (2): 2019/20, 2020/21
- Обладатель Суперкубка Украины (3): 2018, 2019, 2020